# Sinswang
Sinswang (allgäuerisch: Sinswang, uf Sinswang nüf) ist ein Gemeindeteil der Marktgemeinde Oberstaufen im bayerisch-schwäbischen Landkreis Oberallgäu.

## Geographie
Der Weiler liegt circa einen Kilometer nordwestlich des Hauptorts Oberstaufen. Östlich der Ortschaft liegt das Fauna-Flora-Habitat-Gebiet Sinswanger Moor, auch östlich verläuft die Bahnstrecke Buchloe–Lindau.

## Ortsname
Der Ortsname setzt sich aus dem Personennamen Sini sowie dem Grundwort -wang zusammen und bedeutet (Siedlung an/auf) Wiesenland des Sine.

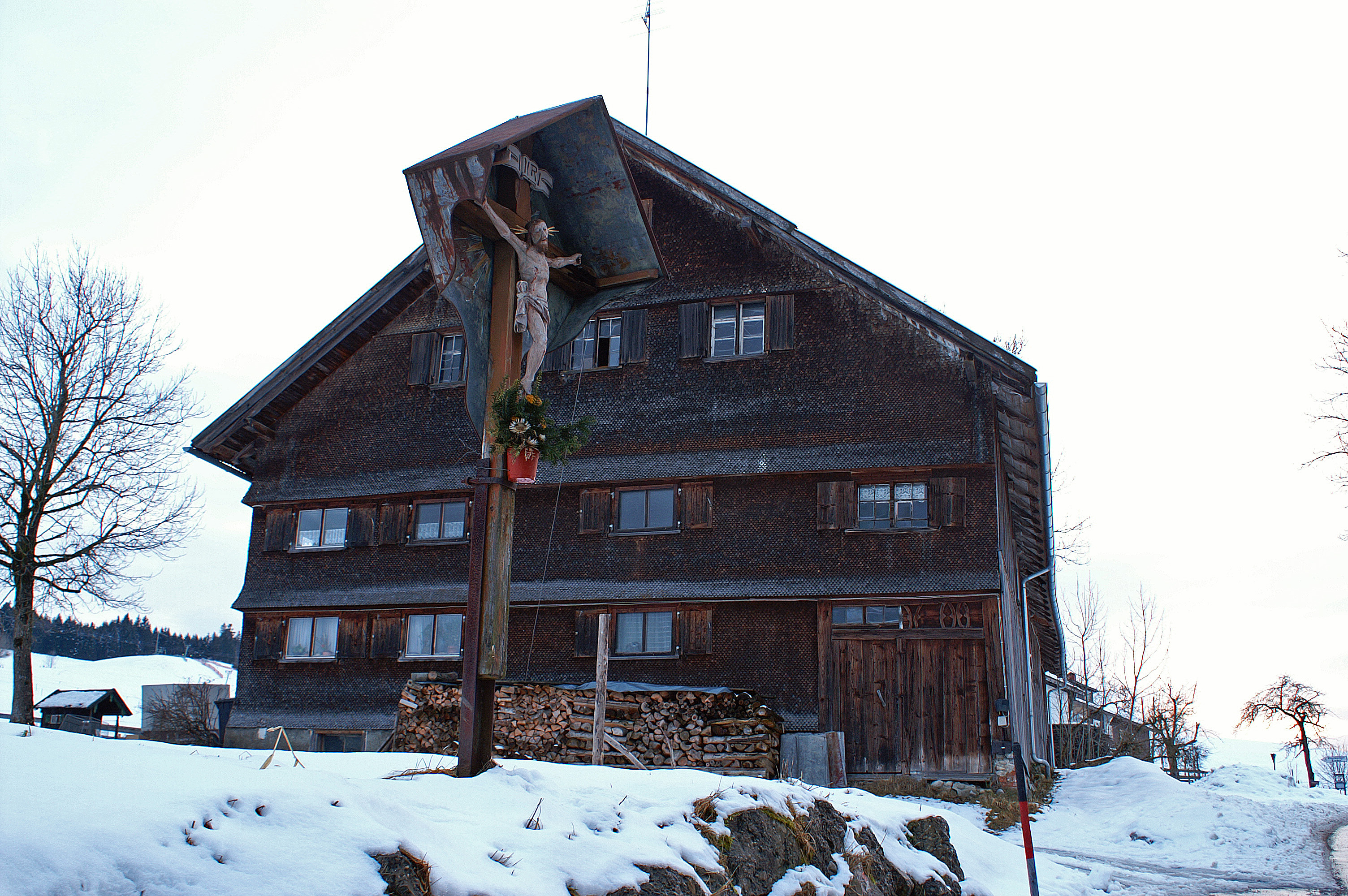
Sinswang 10 mit Kreuz

## Geschichte
Sinswang wurde erstmals im Jahr 1429 mit einem Gut zu Sinswang urkundlich erwähnt. Andere Quellen sprechen vom Jahr 858. Im Jahr 1769 fand die Vereinödung in Sinswang statt. Im Jahr 1808 wurden elf Wohngebäude im Ort gezählt. 1970 wurde der Skilift im Ort eröffnet. 1972 wurde der Ort aus der Gemeinde Stiefenhofen in den Markt Oberstaufen umgegliedert.

### Moosmühle
Die Moosmühle⊙ im Sinswanger Moor wurde erstmals 1479 erwähnt. Sie war vermutlich einst Mahl- und Sägemühle der Burg Thurn. Im Jahr 1875 wurde der Mahlbetrieb in der Mühle aufgegeben.

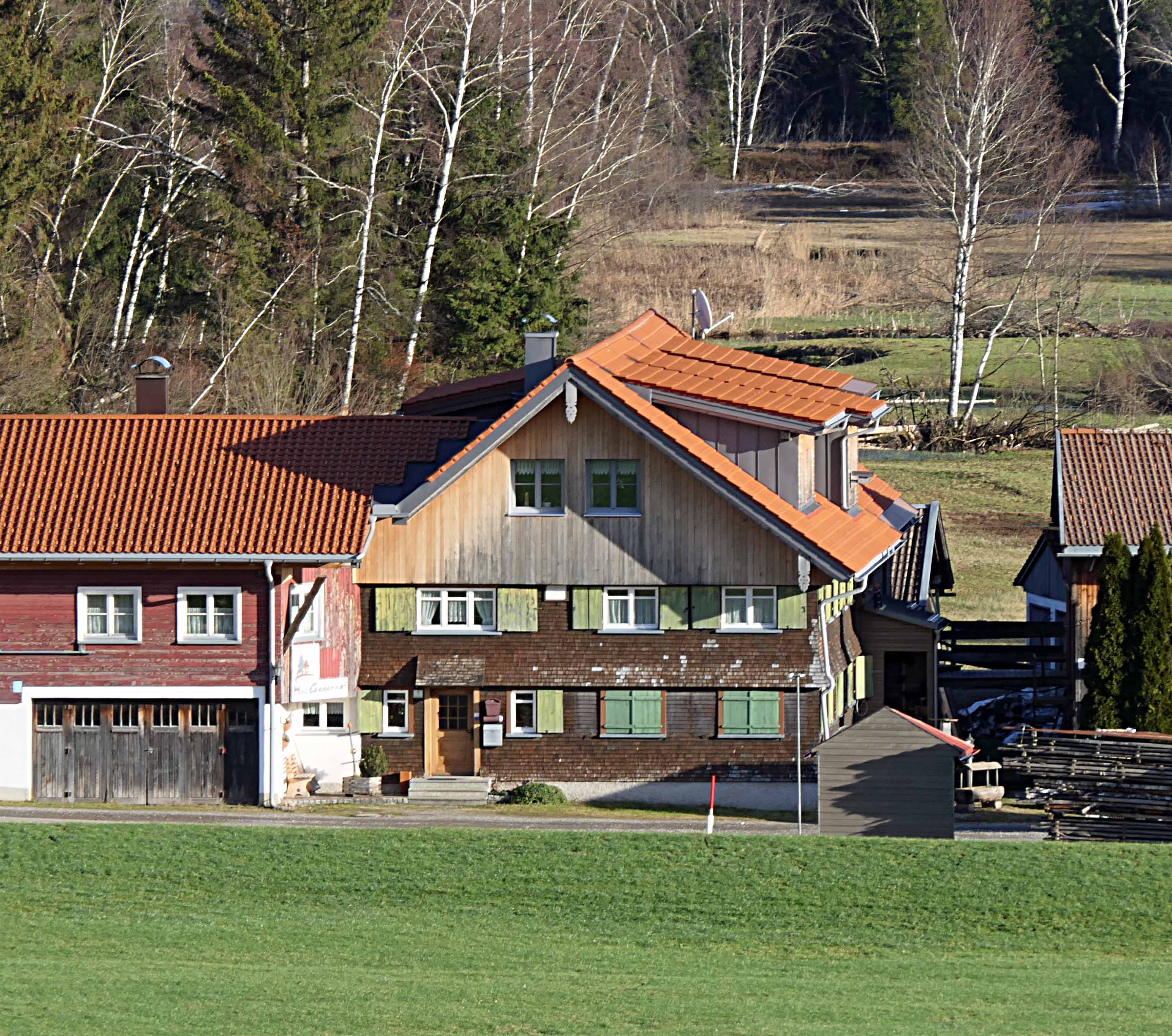
Moosmühle Sinswang